# بيتر جي. كيلي
بيتر جي. كيلي (بالإنجليزية: Peter G. Kelly)‏ هو عضو مجموعة ضغط أمريكي، ولد في 1938.